# 殉教者最后的祷告
殉教者最后的祷告（法語：La Dernière Prière des martyrs chrétiens）是法国画家让-莱昂·热罗姆的一幅油画，创作于1883年 现藏于巴尔的摩的沃尔特斯艺术博物馆。
圆形剧场挤满了聚集在一起见证基督徒殉难的人群。在巨大的圆圈周围，不幸的受害者在十字架上痛苦。在竞技场的一个角落里，一群被判死刑的男女，在热烈的祈祷中承认他们的新信仰，而从敞开的地下通道里，贪婪的野兽正在向他们的人类猎物前进。

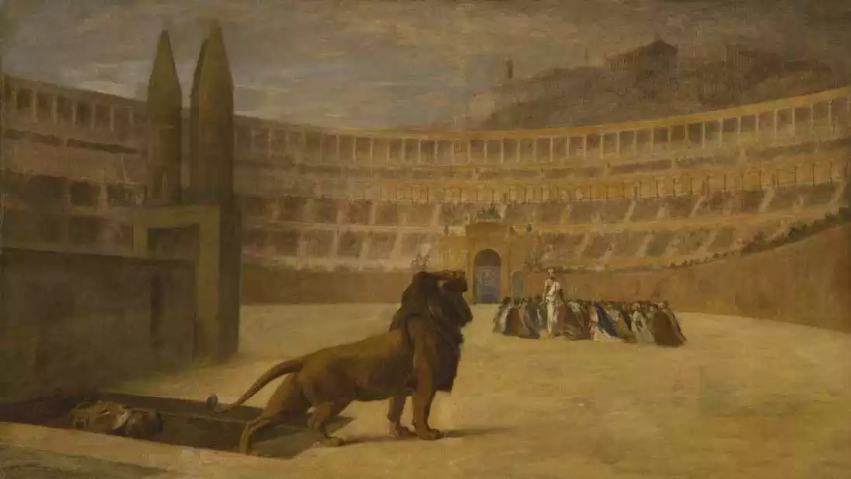
素描, 34 in (86.3 cm) x 59 in (149.8 cm)